# Nemophas cyanescens
Nemophas cyanescens es una especie de escarabajo longicornio del género Nemophas, subfamilia Lamiinae. Fue descrita científicamente por Jordan en 1898.
Se distribuye por Indonesia y Papúa Nueva Guinea. Posee una longitud corporal de 31-41 milímetros. El período de vuelo de esta especie ocurre en los meses de enero, febrero, marzo, mayo, junio, agosto, octubre y noviembre.